# Vertragsfrieden
Ein Vertragsfrieden kommt durch einen vertraglich abgesicherten Friedensschluss zweier oder mehrere kriegsführender Parteien zustande. Der Vertragsfrieden hat im Kriegsvölkerrecht eine juristische Bedeutung im Sinne der Rechtssicherheit.

## Hintergrund
Nach dem philosophischen Entwurf Zum ewigen Frieden von Immanuel Kant unterscheidet sich ein vertraglicher Friedensschluss von einer bloßen Waffenruhe, die zum Ziel hat den Krieg zu einem späteren Zeitpunkt fortzuführen. Hierzu schrieb Kant im ersten Abschnitt: „Es soll kein Friedensschluß für einen solchen gelten, der mit dem geheimen Vorbehalt des Stoffes zu einem künftigen Krieg gemacht worden.“
Wilhelm Wundt unterscheidet klar zwischen dem Vertragsfrieden, als den wahren Frieden dem Friedensschluss als falschen Frieden. Nach seiner Auffassung stellt ein gerechter Friede, bei dem keine der beteiligten Parteien benachteiligt oder übervorteilt wird, die Grundlage für den Vertragsfrieden dar. Als von außen aufgezwungenen Friedensvertrag stellt er diesem den sogenannten „Diktatfrieden“ gegenüber, bei dem den Besiegten die Lasten auferlegt werden, während die Sieger nur Vorteile aus dem Vertragsschluss ziehen (beispielsweise Entschädigungszahlungen oder Gebietsabtretungen).
Ein Friedensvertrag kann daher negative Auswirkungen haben. Wenn der Frieden nur auf Basis eines (drastischen) Vertrages zustande kommt, dann ist er oft nicht von Dauer; ein Beispiel dafür ist der Friedensvertrag von Versailles von 1919 am Ende des Ersten Weltkrieges. Rechtlich davon zu unterscheiden ist die Vertragsruhe, die durch eine Unterbrechung des Vertragsverhältnisses entsteht. Der Vertragsfrieden als Ganzes wird gefährdet, wenn eine der Parteien die Bewertung der vereinbarten Leistungen infrage stellt oder bricht, denn für Verträge gilt: pacta sunt servanda (Verträge müssen erfüllt werden).